# South Thrikkaripur
South Thrikkaripur es una ciudad censal situada en el distrito de Kasaragod en el estado de Kerala (India). Su población es de 22991 habitantes (2011). Se encuentra a 55 km de Kasaragod.

## Demografía
Según el censo de 2011 la población de South Thrikkaripur era de 22991 habitantes, de los cuales 10333 eran hombres y 12658 eran mujeres. South Thrikkaripur tiene una tasa media de alfabetización del 95,27%, superior a la media estatal del 94%: la alfabetización masculina es del 97,22%, y la alfabetización femenina del 93,73%.